# Parc du château de Montières
Le parc du château de Montières est situé dans le quartier de Montières, à l'ouest de la ville d'Amiens, dans le département de la Somme. Ouvert au public, il entoure le château de Montières.

## Le parc
Le parc arboré de 5 ha a été conçu au début du XVIIIe siècle. Devant le château comme à l'arrière, il a l'aspect d'une large pelouse arborée sur les franges puis il s'allonge le long du cours d'eau jusqu'à côtoyer le parc du Grand Marais. 
On peut y voir des essences communes comme :
- le platane (deux platanes bicentenaires en bord de Somme, labellisés « Arbres remarquables de France » en 2018) ;
- l'érable ou
- le tilleul;

mais aussi des essences rares comme :
- un savonnier de Chine, labellisé « arbre remarquable » en 2018 ;
- des cyprès chauves de Louisiane.

Le jardin d'agrément est pré-inventorié.

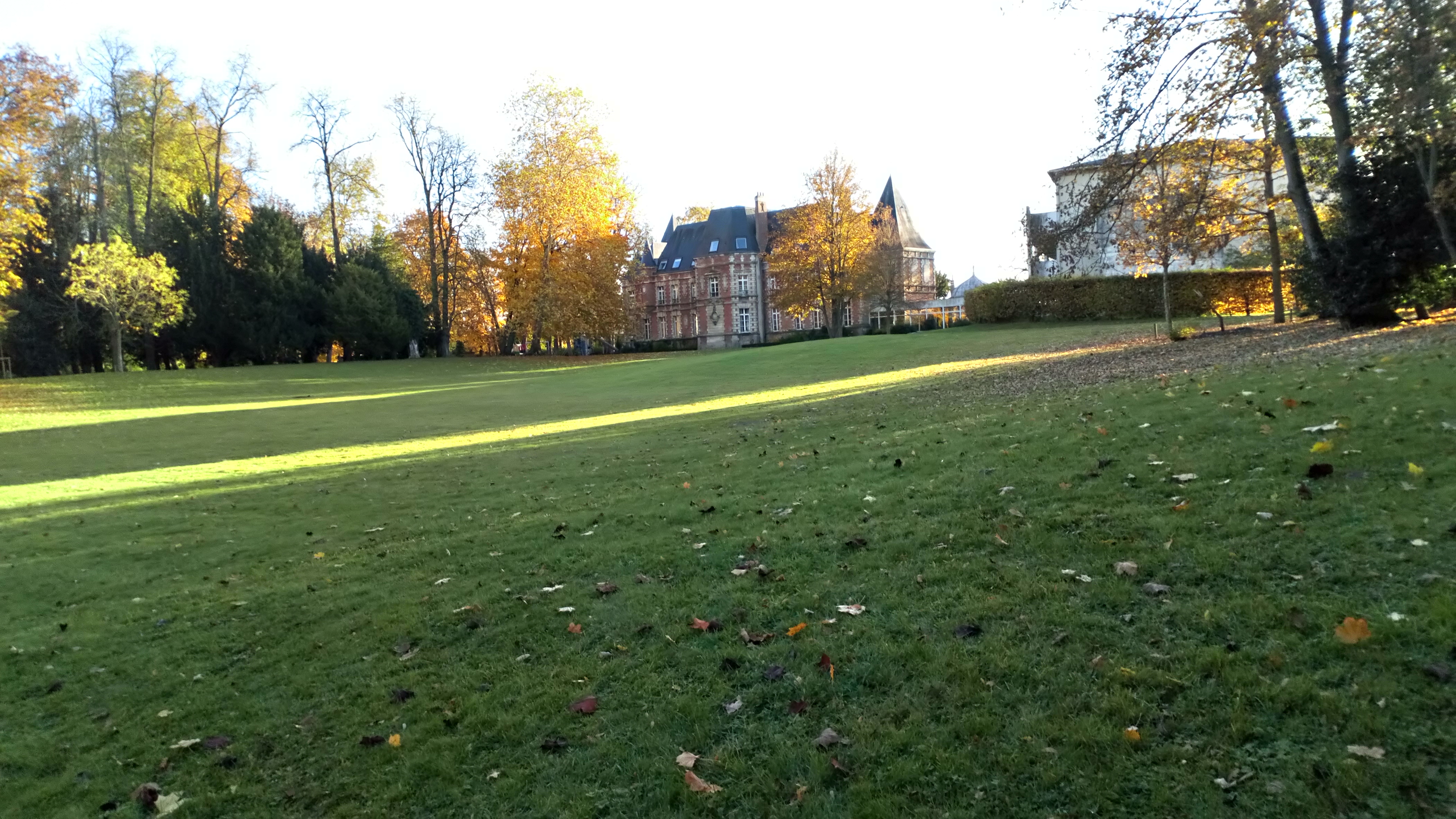
Pelouse à l'arrière du château.
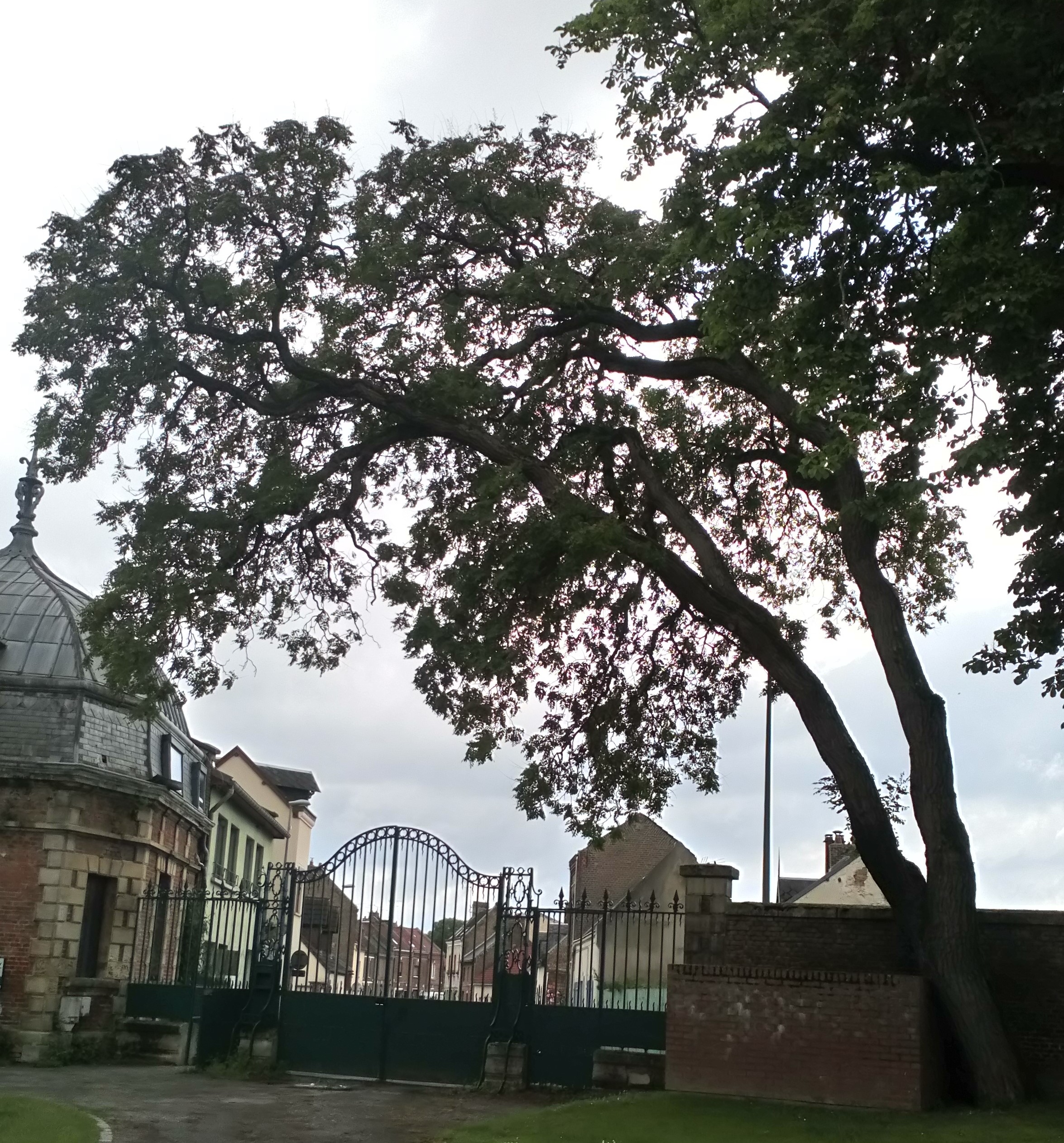
Savonnier .
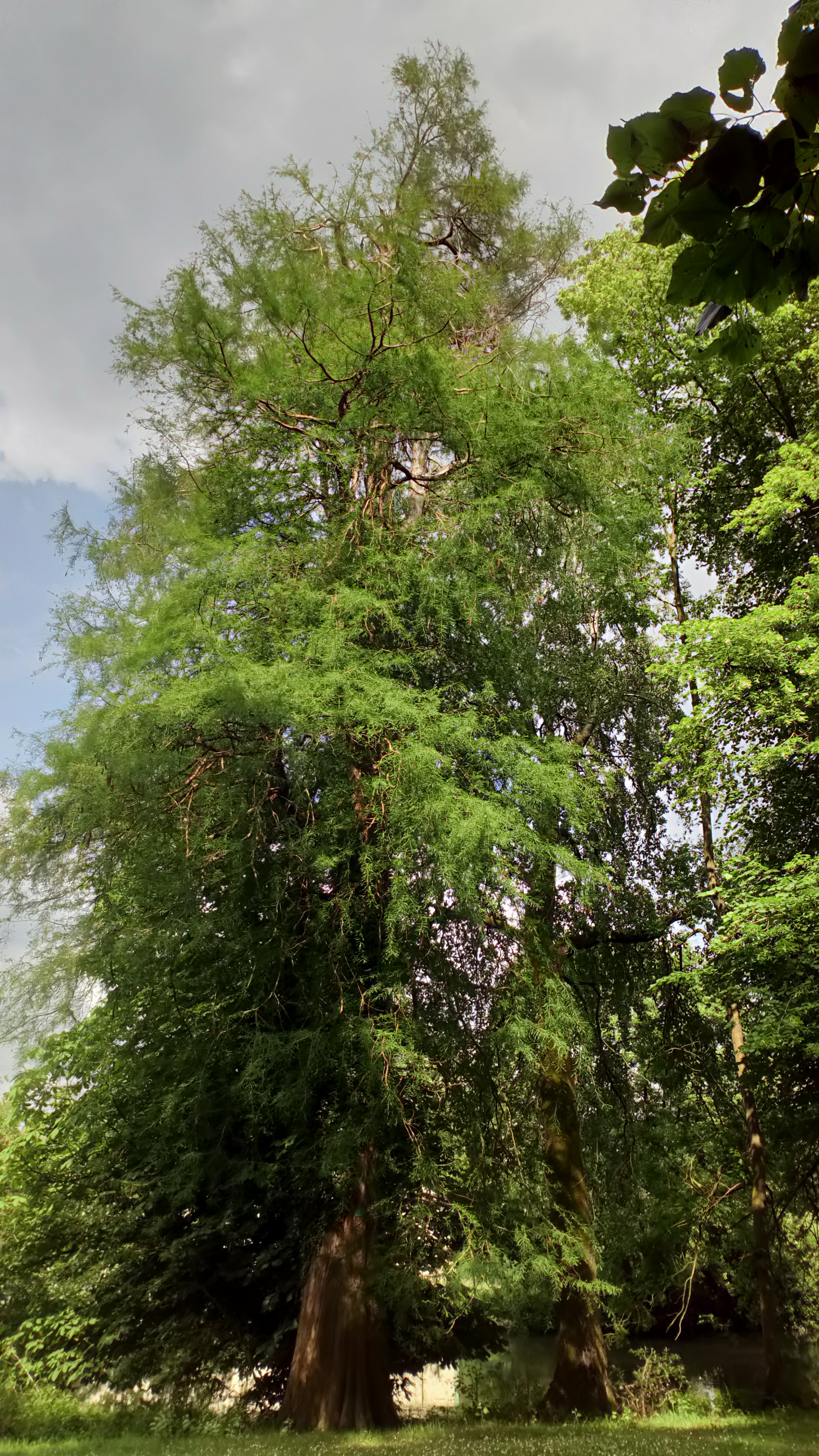
Cyprès chauve de Louisiane.
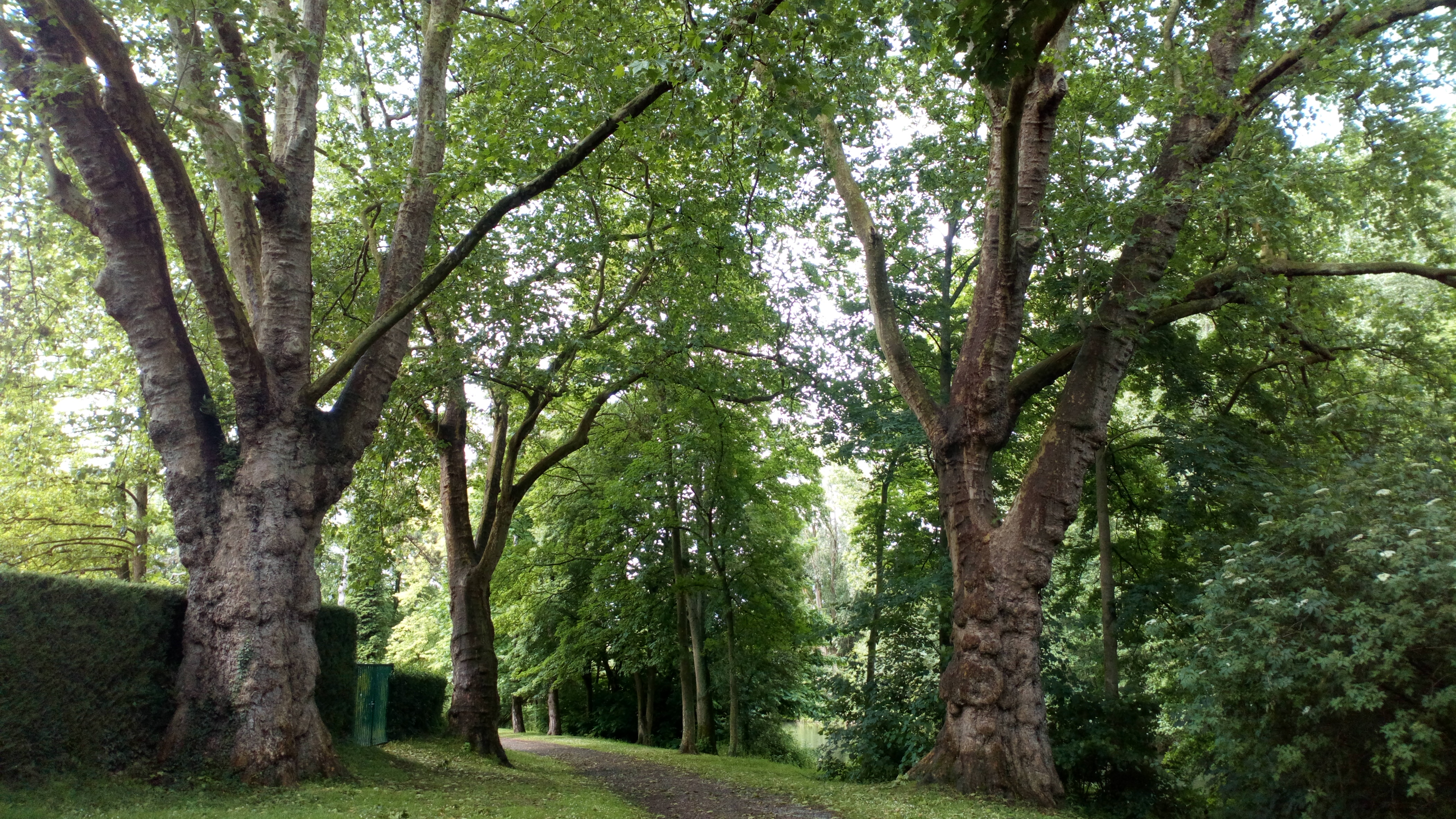
Platanes.

## Pour approfondir